# NGC 3853
NGC 3853 (другие обозначения — UGC 6712, MCG 3-30-81, ZWG 97.107, PGC 36535) — эллиптическая галактика (E) в созвездии Льва. Открыта Альфонсом Борелли в 1871 году.
Рядом с галактикой, в пределах 700 килопарсек, находится пара взаимодействующих карликовых галактик UGC 6741.
Вероятно, что галактику до подтверждённого открытия наблюдал Уильям Гершель: в его записях упоминается наблюдение объекта приблизительно в той же области неба, склонение которого соответствует склонению NGC 3853, а прямое восхождение ошибочно.
Этот объект входит в число перечисленных в оригинальной редакции «Нового общего каталога».
Галактика NGC 3853 входит в состав группы галактик NGC 3800. Помимо NGC 3853 в группу также входят ещё 15 галактик.